# Figlie del Divino Zelo

Annibale Maria Di Francia, fondatore della congregazione

Le Figlie del Divino Zelo sono un istituto religioso femminile di diritto pontificio: le suore di questa congregazione pospongono al loro nome la sigla F.D.Z.

## Storia
La congregazione venne fondata dal sacerdote italiano Annibale Maria Di Francia (1851-1927). Dedito alle opere di carità verso gli orfani del quartiere Avignone di Messina, cercò invano il sostegno di qualche congregazione di suore per la cura dei bambini abbandonati: il 18 marzo 1887 diede inizio a un nuovo istituto, detto delle Figlie del Divino Zelo perché tra le loro finalità c'era quella di "zelare", ovvero suscitare, vocazioni al sacerdozio.
Il 7 giugno 1895 le religiose presero per sede il monastero abbandonato delle cistercensi dello Spirito Santo di Messina; elessero come prima superiora generale madre Maria Nazarena Majone (1869-1939).
L'istituto, eretto in congregazione di diritto diocesano il 6 agosto 1926, ricevette il pontificio decreto di lode il 19 febbraio 1935 e l'approvazione definitiva della Santa Sede il 18 giugno 1943.
Annibale Maria Di Francia, beatificato nel 1990, venne proclamato santo da papa Giovanni Paolo II in Piazza San Pietro a Roma il 16 maggio 2004.

## Attività e diffusione
Le Figlie del Divino Zelo si dedicano all'assistenza e agli orfani e alla gioventù abbandonata e alla preghiera per le vocazioni religiose.
Sono presenti in Europa (Albania, Italia, Spagna), nelle Americhe (Bolivia, Brasile, Messico, Stati Uniti d'America), in Africa (Camerun, Ruanda) in Asia (Corea del Sud, Filippine, India, Indonesia, Vietnam) e in Australia; la sede generalizia è a Roma.
Al 31 dicembre 2005, la congregazione contava 604 religiose in 74 case.